# Disastro di Heathrow del 1948
Il disastro di Heathrow del 1948 fu lo schianto di un Douglas DC-3C della compagnia aerea belga Sabena all'aeroporto di Heathrow, Londra, Regno Unito, il 2 marzo 1948. Fu il primo incidente grave all'aeroporto di Heathrow; delle 22 persone a bordo, in 20 morirono, la maggior parte delle quali di nazionalità britannica.

## L'aereo
Il DC-3 in questione fu costruito nel 1947 con numero di serie 43154 e codice di registrazione OO-AWH, utilizzato dalla compagnia aerea belga Sabena dal 21 marzo 1947 fino alla sua distruzione nel 1948. Era stato assemblato per un contratto militare statunitense, ma non venne mai consegnato, e fu l'ultimo DC-3 ad essere costruito dalla Douglas.

## L'incidente
Il volo della Sabena partì da Bruxelles, in Belgio, diretto a Londra, nel Regno Unito, sotto il comando del pilota Henri Goblet e dell'ufficiale radio Jean Lomba. A bordo vi erano 19 passeggeri, suddivisi in 13 britannici, 2 polacchi, uno statunitense, un italiano, uno svizzero ed un cubano.
Un paio di operai in un hangar lì vicino videro l'aereo schiantarsi sulla pista e corsero rapidamente in aiuto dei sopravvissuti. Quando raggiunsero l'aereo, la devastazione era totale; solo la sezione di coda dell'aereo rimase intatta. Tuttavia c'erano dei sopravvissuti, e gli operai tirarono rapidamente fuori alcuni passeggeri dai rottami in fiamme. Potevano sentire le urla di coloro che erano ancora intrappolati tra le fiamme, e nonostante tutti i loro sforzi quelle persone perirono. Quando finalmente i soccorsi arrivarono sulla scena, non c'era più nessuno da salvare. In seguito si concluse che un numero elevato di passeggeri sopravvisse allo schianto, ma morì nell'incendio o per ustioni o per inalazione di fumo. I tre sopravvissuti rimasero gravemente ustionati e furono rapidamente portati in ospedale, dove uno di loro morì poco dopo per le ferite. Uno dei sopravvissuti era l'ex parlamentare Otho Nicholson.

## Conseguenze
Dopo l'incidente, il Ministero dell'aviazione civile del Regno Unito stabilì che gli avvicinamenti controllati da terra non sarebbero più stati disponibili per gli aerei in fase di atterraggio in condizioni di visibilità verticale inferiori a 150 piedi (46 m) e 800 iarde (730 m) di visibilità orizzontale, tranne in caso di emergenza. In seguito all'incidente e a quello di un Douglas DC-4 due mesi dopo, la Sabena rimandò le celebrazioni del suo 25° anniversario programmate per la fine di maggio 1948. I due lavoratori dell'aeroporto che entrarono nel relitto in fiamme per salvare i sopravvissuti, Harold Bending e Angus Brown, ricevettero la George Medal nel giugno 1948.